# برونو باريتو
برونو باريتو (بالإنجليزية: Bruno Barreto)  (و. 1955  م) هو مخرج أفلام، وكاتب سيناريو، ومنتج أفلام برازيلي، ولد في ريو دي جانيرو.

## وصلات خارجية
- برونو باريتو على موقع IMDb (الإنجليزية)
- برونو باريتو على موقع ألو سيني (الفرنسية)
- برونو باريتو على موقع أول موفي (الإنجليزية)
- برونو باريتو على موقع قاعدة بيانات الأفلام السويدية (السويدية)
- برونو باريتو على موقع إن إن دي بي (الإنجليزية)
- برونو باريتو على موقع قاعدة بيانات الفيلم (الإنجليزية)
- برونو باريتو على موقع كينوبويسك (الروسية)